# Anthony Corleone
Anthony Vito Corleone (ur. 1951) – postać fikcyjna z powieści Ojciec chrzestny autorstwa Maria Puzo i trylogii filmowej pod tym samym tytułem.
W powieści i pierwszych dwóch częściach trylogii jest postacią drugoplanową, bez znaczenia dla fabuły. Większą rolę odgrywa w trzeciej części filmu. Anthony jest synem Michaela Corleone i jego żony, Kay Adams. Jego młodsza siostrą była Mary Corleone, która zginęła w zamachu. Michael planował, że jego syn będzie pracował w jego firmie, jednak Anthony nie chciał mieć nic wspólnego z interesami ojca pod pretekstem złych wspomnień. Mając cztery lata, Anthony, bawiąc się ze swoim dziadkiem, Vitem Corleone, był świadkiem jego śmierci. 
W roku 1979 przerwał studia prawnicze i rozpoczął karierę śpiewaka. Niewielu dawało mu dobre rokowania na przyszłość. Michael sprzeciwiał się karierze syna, jednak jego była żona, prawna opiekunka dzieci, pozwoliła rozpocząć karierę Tony’emu. Niedługo później zadebiutował w występie operowym w teatrze na Sycylii. Od tego też czasu wszyscy byli dumni z jego talentu. 
Mimo żalu do ojca z powodu prowadzonych przez niego interesów i morderstwa jego wujka Frederica Corleone, bardzo go kochał.
W pierwszej części filmu rolę czteroletniego Anthony’ego odegrał Anthony Gounaris. W rolę Anthony’ego w Ojcu chrzestnym II  wcielił się James Gounaris, natomiast w części trzeciej –  Franc D’Ambrosio.